# Стрельба в школе Паалалинна
Стрельба в школе Вильянди — инцидент в эстонской школе города Вильянди, в результате которого была застрелена преподавательница немецкого языка.
Премьер-министр Эстонии Таави Рыйвас, министр образования Евгений Осиновский и президент Тоомас Хендрик Ильвес выразили соболезнования родственникам погибшей и школьному коллективу.

## История
27 октября 2014 года 15-летний ученик школы Паалалинна одноимённого района города Вильянди Вахур Руут (Vahur Ruut) застрелил из пистолета свою учительницу немецкого языка — 56-летнюю Эне Сарап. Учительница умерла  на месте происшествия до прибытия скорой помощи. Прибывшие полицейские задержали ученика, который не оказал сопротивления. Во время трагедии кроме стрелка и жертвы в классе присутствовали еще четыре ученика, никто из них не пострадал. По заявлению министра внутренних дел Эстонии Ханно Певкура, подросток стрелял из зарегистрированного оружия, которое принадлежало его отцу. Несмотря на то, что Вахур был несовершеннолетним, эстонское законодательство позволяло выдвинуть против него обвинение в убийстве, максимальное наказание за это преступление составляло до десяти лет лишения свободы.
20 октября 2015 года суд признал молодого человека виновным в убийстве и приговорил его к наказанию в виде девяти лет лишения свободы.
14 июня 2019 года Вахур Руут по решению Вируского уездного суда был досрочно освобождён из заключения в тюрьме Виру. Прокуратура решение суда не оспорила.

### Семья
15-летний Вахур жил вместе со своими родителями в посёлке Лоди, примерно в 12 км от школы. Отец подростка, его полный тёзка — Вахур Руут, был уважаемым человеком в городе Вильянди. Он не только входил в попечительский совет школы, но и баллотировался на прошедших муниципальных выборах по тому же списку, по которому был избран тогдашний мэр города Андо Кивиберг.
Ранее 15-летний Вахур Руут уже попадал в поле зрения полиции. В апреле 2014 года полиция устраивала в школе рейд — искали наркотики. В сумке подростка полицейские нашли самодельный нож. Позже полицейские провели беседу с Вахуром и его отцом, чтобы объяснить, почему нельзя носить в школу нож.
Руут-младший ни в школе, ни дома не рассказывал о возможных осложнениях в общении с учительницей, и никто из окружающих ничего необычного не замечал, кроме его плохой успеваемости по немецкому языку.